# Dinar argelino
O dinar argelino é a atual unidade monetária da Argélia. Seu código internacional é DZD. O nome da moeda é derivado do latim denarius. É dividido em 100 centavos ou cêntimos. O dinar foi introduzido em 1964, substituindo o franco argelino.
As moedas circulantes são as de 5, 10, 20, 50 e 100 dinares. Devido à massiva inflação que acompanhou as economias de transição para o capitalismo no começo dos anos 1990, as moedas de centavo perderam seu valor, por isso as moedas de 1 e 2 centavos são raramente usadas. Mesmo assim os preços são geralmente cotados em centavos na linguagem do dia-a-dia; então o preço de cem dinares é lido como "dez mil centavos" ou عشر الاف.